# Pregonero
Pregonero – miasto w Wenezueli, w stanie Táchira.